# Alàs i Cerc

Położenie gminy na mapie comarki Alt Urgell

Alàs i Cerc – gmina w Hiszpanii, w Katalonii, w prowincji Lleida, w comarce Alt Urgell.
Powierzchnia gminy wynosi 57,65 km². Zgodnie z danymi INE, w 2005 roku liczba ludności wynosiła 406, a gęstość zaludnienia 7,04 osoby/km². Wysokość bezwzględna gminy równa jest 768 metrów. Współrzędne geograficzne Alàs i Cerc to 42°21'N 1°30'E.

## Liczba ludności z biegiem lat
- 1991 – 403
- 1996 – 409
- 2001 – 400
- 2004 – 403
- 2005 – 406

## Miejscowości
W skład gminy Alàs i Cerc wchodzi siedem miejscowości:
- Alàs – liczba ludności: 231
- La Bastida d'Hortons – 43
- Cerc – 40
- El Ges – 9
- Ortedó – 30
- Torres d'Alàs – 20
- Vilanova de Banat – 33